# Pieran Marin Jänkä
Pieran Marin Jänkä este o arie protejată (arie specială de conservare — SAC, sit de importanță comunitară — SCI) din Finlanda întinsă pe o suprafață de 2.643 ha, integral pe uscat.

## Localizare
Centrul sitului Pieran Marin Jänkä este situat la coordonatele 69°24′15″N 27°10′44″E / 69.4042°N 27.1789°E.

## Înființare
Situl Pieran Marin Jänkä a fost declarat sit de importanță comunitară în august 1998 pentru a proteja 2 specii de animale. Situl a fost protejat și ca arie specială de conservare în aprilie 2015.

## Biodiversitate
Situată în ecoregiunea alpină, aria protejată conține 11 habitate naturale: Ape oligotrofe din câmpii nisipoase, cu un conținut foarte redus de minerale (Littorelletalia uniflorae), Lacuri și iazuri distrofice naturale, Râuri de munte și vegetația erbacee de pe malurile acestora, Cursuri de apă de la nivel de câmpie la nivel montan, cu vegetație Ranunculion fluitantis și Callitricho-Batrachion, Tufărișuri subarctice cu Salix spp., Mlaștini turboase de tranziție și turbării mișcătoare, Mlaștini alcaline, Turbării Aapa, Turbării Palsa, Păduri nordice subalpine/subarctice cu Betula pubescens ssp. czerepanovii, Mlaștini împădurite.
La baza desemnării sitului se află mai multe specii protejate de  mamifere (2): gluton (Gulo gulo), vidră de râu (Lutra lutra).
Pe lângă speciile protejate, pe teritoriul sitului au mai fost identificate 13 specii de păsări.